# Avant-dernières Pensées
Avant-dernières pensées est une œuvre pour piano d'Erik Satie composée en 1915. 

## Présentation

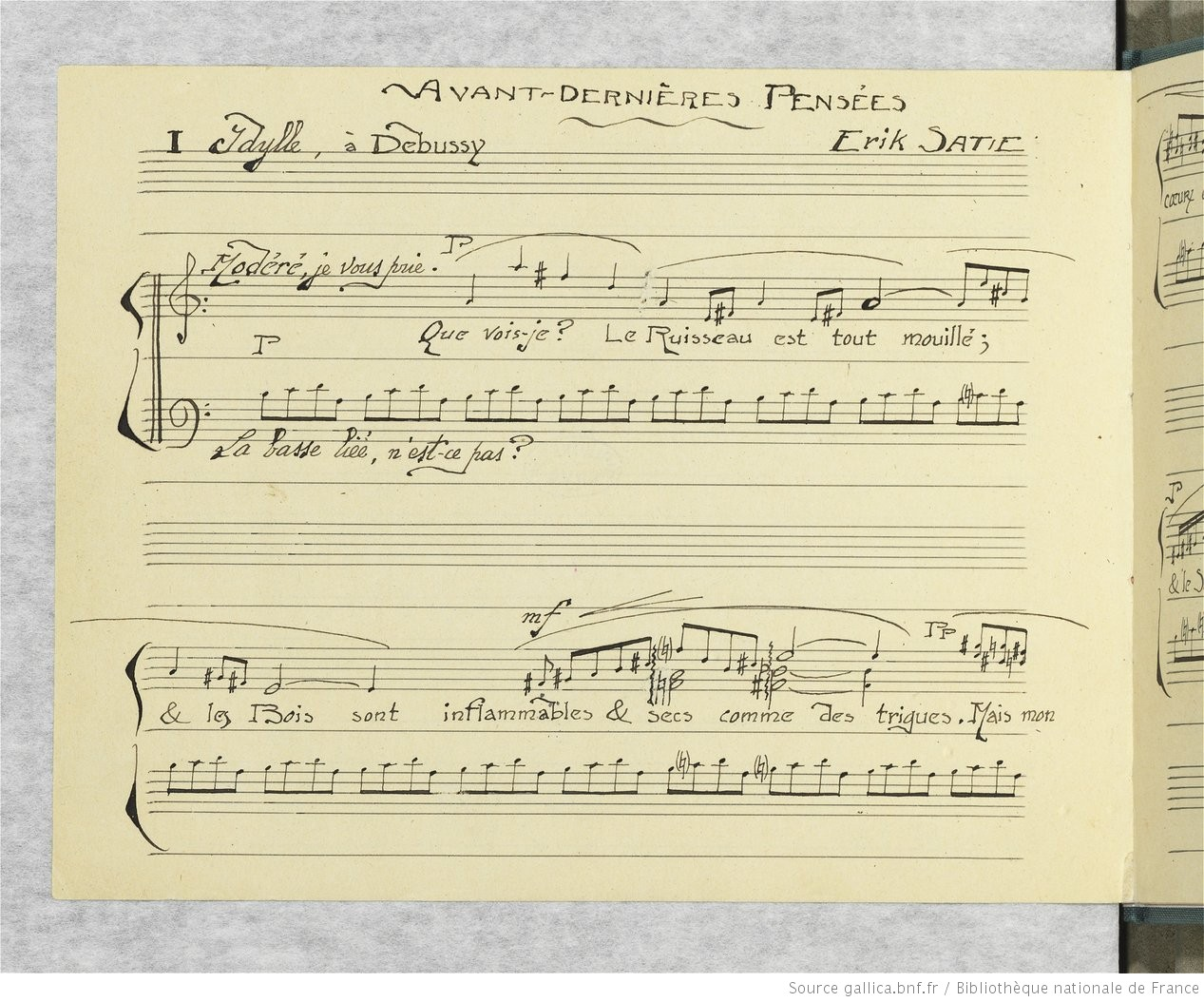
Première page du manuscrit autographe.

Cette œuvre présente un condensé de procédés d'écriture en rupture avec le romantisme. La Mesure est complètement abandonnée, la musique s'écoule comme un flux continu sans temps forts ni temps faibles déterminés, un ostinato poussé à l'extrême et préfigurant la musique répétitive soutient des phrases musicales qui se déploient en toute liberté. Sans être atonale, l'œuvre ne peut pas être analysée suivant la tonalité classique ni la modalité ancienne. L'ostinato, proche du bourdon, apportant une coloration tonale particulière à chaque mouvement, et les phrases musicales pouvant être entendues comme des passages fugaces dans des modes ou des tons différents, l'œuvre permet alors une écoute à la recherche de bitonalités sans pour autant interdire une approche encore plus ouverte fondée sur des combinaisons toujours renouvelées de couleurs et de timbres.
Autre élément de modernité, Satie parsème ses œuvres d'annotations humoristiques, détournant ainsi le principe de la musique à programme. Le titre lui-même peut être vu comme un clin d’œil à destination des pianistes : la Dernière pensée de Weber, pièce de salon populaire à l'époque et longtemps attribuée à Weber est en fait un hommage composé par Reissiger.

## Structure
L’œuvre, d'une durée d'exécution de trois minutes trente environ, comprend trois mouvements :
1. Idylle, dédiée à Claude Debussy
2. Aubade, dédiée à Paul Dukas
3. Méditation, dédiée à Albert Roussel

## Discographie
- Tout Satie ! Erik Satie Complete Edition[3], CD 4, Aldo Ciccolini (piano), Erato 0825646047963, 2015.
- Erik Satie Piano Music, Håkon Austbø (piano), Brilliant Classics 99384, 1999.

### Ouvrages généraux
- Guy Sacre, La musique pour piano : dictionnaire des compositeurs et des œuvres, vol. II (J-Z), Paris, Robert Laffont, coll. « Bouquins », 1998, 2998 p. (ISBN 978-2-221-08566-0), p. 2399-2400.
- Adélaïde de Place, « Erik Satie », dans François-René Tranchefort (dir.), Guide de la musique de piano et de clavecin, Paris, Fayard, coll. « Les Indispensables de la musique », 1987, 867 p. (ISBN 978-2-213-01639-9, OCLC 17967083), p. 634.

### Monographie
- Vincent Lajoinie, Erik Satie, Lausanne, Éditions L'Âge d'Homme, 1985, 443 p. (ISBN 978-2-8251-3228-9, lire en ligne)